# Leptobrachella bashaensis
Leptobrachella bashaensis — вид жаб родини азійських часничниць (Megophryidae). Описаний у 2020 році.

## Поширення
Ендемік Китаю. Відомий лише у типовому місцезнаходженні — заповіднику Баша у повіті Цунцзян Цяньдуннань-Мяо-Дунської автономної префектури провінції Гуйчжоу на півдні країни. Живе у гірських вічнозелених вторинних лісах на висотах близько 900 м над рівнем моря.

## Опис
Невелика жаба. Тіло завдовжки 22,9–25,6 мм у самців та 27,1 мм у єдиної відомої самиці. Верхня частина тіла сіро-коричнева з численними дрібними бородавками. Груди і черево кремово-білі з неправильними чорними плямами. Чіткі вентролатеральні залози, що утворюють білу лінію.

## Спосіб життя
Усі типові зразки були зібрані вночі вздовж невеликих струмків в заповіднику Баша приблизно на висоті 900 м. Самці сиділи на великих скелях, в щілинах або в підстилці. Сезон розмноження цього виду, ймовірно, відбуватиметься з червня по липень.

## Оригінальна публікація
- Jing-Cai Lyu, Liang-Liang Dai, Ping-Fan Wei, Yan-Hong He, Zhi-Yong Yuan, Wen-Li Shi, Sheng-lun Zhou, Si-yu Ran, Zhong-Fan Kuang, Xuan Guo, Gang Wei and Guo Yuan. 2021. A New Species of the Genus Leptobrachella Smith, 1925 (Anura, Megophryidae) from Guizhou, China. ZooKeys. 1008: 139—157. DOI: 10.3897/zookeys.1008.56412